# Libnik
Libnik je priimek več znanih Slovencev:

## Znani nosilci priimka
- Žan Libnik, pevec in športni novinar
- Alojz Libnik (1920—2002), gospodarstvenik